# 難儀
| ウィキペディアには「難儀」という見出しの百科事典記事はありません（タイトルに「難儀」を含むページの一覧/「難儀」で始まるページの一覧）。 代わりにウィクショナリーのページ「難儀」が役に立つかもしれません。 |